# 33e cérémonie des Razzie Awards
La 33e cérémonie des Golden Raspberry Awards, organisée par la Golden Raspberry Award Foundation a eu lieu le 23 février 2013 et a désigné les pires films de l'année 2012.
Cette année, les Razzie Awards renouent avec la tradition, car les nominations sont annoncées le 8 janvier 2013 et les résultats le 23 février 2013, c'est-à-dire la veille des annonces équivalentes pour les Oscars.
Exceptionnellement cette année, les nommés de la catégorie "pire suite, remake ou plagiat", ont été désignés par le vote des utilisateurs du site Rotten Tomatoes.

## Palmarès

### Pire film
- Twilight, chapitre V : Révélation - 2e Partie (Summit Entertainment)
  - Battleship (Universal)
  - The Oogieloves in the Big Balloon Adventure (Kenn Viselman)
  - Crazy Dad (Columbia)
  - Mille mots  (Paramount Pictures / DreamWorks Pictures)

### Pire acteur
- Adam Sandler dans Crazy Dad
  - Nicolas Cage pour le rôle de Johnny Blaze / Ghost Rider dans Ghost Rider 2 : L'Esprit de vengeance (Ghost Rider: Spirit of Vengeance)
  - Nicolas Cage dans Le Pacte
  - Eddie Murphy dans Mille mots
  - Robert Pattinson dans Twilight, chapitre V : Révélation - 2e Partie
  - Tyler Perry dans Alex Cross et Good Deeds

### Pire actrice
- Kristen Stewart dans Twilight, chapitre V : Révélation - 2e Partie et Blanche-Neige et le Chasseur
  - Katherine Heigl dans Recherche Bad Boys désespérément
  - Milla Jovovich dans Resident Evil: Retribution
  - Tyler Perry dans Madea's Witness Protection
  - Barbra Streisand dans Maman, j'ai raté ma vie

### Pire second rôle masculin
- Taylor Lautner dans Twilight, chapitre V : Révélation - 2e Partie
  - David Hasselhoff dans Piranha 3DD
  - Liam Neeson dans Battleship et La Colère des Titans
  - Nick Swardson dans Crazy Dad
  - Vanilla Ice dans Crazy Dad

### Pire second rôle féminin
- Rihanna dans Battleship
  - Jessica Biel dans Playing For Keeps et Total Recall : Mémoires programmées
  - Brooklyn Decker dans Battleship et Ce qui vous attend si vous attendez un enfant
  - Ashley Greene dans Twilight, chapitre V : Révélation - 2e Partie
  - Jennifer Lopez dans Ce qui vous attend si vous attendez un enfant

### Pire réalisateur
- Bill Condon pour Twilight, chapitre V : Révélation - 2e Partie
  - Sean Anders pour Crazy Dad
  - Peter Berg pour Battleship
  - Tyler Perry pour Good Deeds et Madea's Witness Protection
  - John Putch pour Atlas Shrugged: Part II

### Pire scénario
- Crazy Dad - écrit par David Caspe, et réécrit sans l'avoir dit par Adam Sandler, Tim Herlihy (en), Robert Smigel, David Wain, et Ken Marino
  - Atlas Shrugged: Part II - scénario de Duke Sandefur, Brian Patrick O'Toole, et Duncan Scott, inspiré du roman La Grève (Atlas Shrugged) de Ayn Rand
  - Battleship - écrit par Jon et Erich Hoeber, basé sur le jeu de société, Touché-Coulé de Hasbro[2]
  - Mille mots - écrit par Steve Koren
  - Twilight, chapitre V : Révélation - 2e Partie - scénario de Melissa Rosenberg et Stephenie Meyer, inspiré du roman de Stephenie Meyer

### Pire couple à l’écran
- Mackenzie Foy et Taylor Lautner dans Twilight, chapitre V : Révélation - 2e Partie
  - N'importe quel ensemble de deux personnes qui faisaient partie de l'émission de téléréalité Bienvenue à Jersey Shore en caméo dans Les Trois Corniauds
  - Robert Pattinson et Kristen Stewart dans Twilight, chapitre V : Révélation - 2e Partie
  - Tyler Perry et lui-même en travesti dans Madea's Witness Protection
  - Adam Sandler et n'importe qui parmi Andy Samberg, Leighton Meester et Susan Sarandon  dans Crazy Dad

### Pire préquelle, remake, plagiat ou suite
- Twilight, chapitre V : Révélation - 2e Partie (Summit Entertainment)
  - Ghost Rider 2 : L'Esprit de vengeance (Columbia)
  - Piranha 3DD (Dimension)
  - Red Dawn (FilmDistrict)
  - Madea's Witness Protection (Lionsgate)

### Pire troupe d'acteurs à l’écran
- La troupe entière de Twilight, chapitre V : Révélation - 2e Partie
  - La troupe entière de Battleship
  - La troupe entière de The Oogieloves in the Big Balloon Adventure
  - La troupe entière de Crazy Dad
  - La troupe entière de Madea's Witness Protection

## Récompenses et nominations multiples

### Nominations multiples
11 : Twilight, chapitre V : Révélation - 2e Partie
8 : Crazy Dad
7 : Battleship
5 : Madea's Witness Protection
En particulier, le film Twilight, chapitre V : Révélation - 2e Partie est nommé dans toutes les catégories, dont deux fois dans la catégorie "Pire Couple à l'écran".

### Récompenses multiples
7 : Twilight, chapitre V : Révélation - 2e Partie
2 : Crazy Dad
1 : Battleship
Taylor Lautner remporte à la fois le razzie du pire second rôle masculin et une moitié du pire couple, et une partie de la pire troupe d'acteurs à l'écran.
Kristen Stewart remporte le prix de la pire actrice et une partie de la pire troupe d'acteurs à l'écran.